# An Đông
An Đông là một phường thuộc Thành phố Hồ Chí Minh, Việt Nam được thành lập vào 16 tháng 6 năm 2025 từ việc hợp nhất Phường 5, Phường 7, Phường 9 (Quận 5).

## Địa lý
Phường An Đông nằm ở khu vực trung tâm thành phố, có vị trí địa lý:
- Phía Đông giáp với phường Chợ Quán với ranh giới là đường Huỳnh Mẫn Đạt – Trần Nhân Tôn
- Phía Tây giáp với phường Chợ Lớn với ranh giới là đường Ngô Quyền
- Phía Nam giáp với phường Chánh Hưng và Phú Định với ranh giới là Kênh Tàu Hủ
- Phía Bắc giáp với phường Diên Hồng và Vườn Lài với ranh giới là đường Nguyễn Chí Thanh.

Theo số liệu thống kê do Bộ Nội vụ ban hành tại Công văn số 2896/BNV-CQĐP ngày 27 tháng 5 năm 2025, Phường có diện tích 1,32 km², dân số năm 2024 là 81.229 người, mật độ dân số đạt 61.537 người/km².

## Lịch sử

### Thời Việt Nam Cộng hòa
Ngày 27 tháng 3 năm 1959, Tổng thống Việt Nam Cộng hòa ban hành Nghị định số 110-NV về việc phân chia 6 quận đang có thành 8 quận mới: Nhứt, Nhì, 3, Tư, 5, 6, 7 và 8 (trừ 3 quận: Nhứt, Nhì, 3 giữ nguyên, các quận còn lại đều đổi tên và thay đổi địa giới hành chính). Lúc này, Quận 5 trùng với địa giới Quận 7 và phần địa giới thuộc Quận 4 cũ, phía bắc Kênh Tàu Hủ. Năm 1959, Quận 5 có 6 phường: An Đông, Chợ Quán, Trung ương, Minh Mạng, Nguyễn Tri Phương, Phú Thọ.
Năm 1962, Quận 5 giải thể phường Trung ương; lập mới 5 phường: Đồng Khánh, Hồng Bàng, Khổng Tử, Nguyễn Huỳnh Đức và Trang Tử. Như thế lúc này quận có 10 phường. Phường An Đông lúc này bao gồm phường An Đông cũ và một phần của hai phường Nguyễn Huỳnh Đức và Đồng Khánh và địa giới không bị thay đổi cho tới năm 1976.

### Từ năm 1975 đến nay
Ngày 20 tháng 5 năm 1976, tổ chức hành chính thành phố Sài Gòn - Gia Định được sắp xếp lần 2 (theo quyết định số 301/UB ngày 20 tháng 5 năm 1976 của Ủy ban nhân dân Cách mạng thành phố Sài Gòn - Gia Định). Theo đó, vẫn giữ nguyên Quận 5 cũ có từ trước đó. Lúc này, các phường cũ bao gồm phường An Đông đều giải thể, lập các phường mới có diện tích, dân số nhỏ hơn và mang tên số.
Ngày 16 tháng 6 năm 2025, Ủy ban Thường vụ Quốc hội ban hành Nghị quyết số 1685/NQ-UBTVQH15 về việc sắp xếp các đơn vị hành chính cấp xã của tỉnh TP HCM năm 2025. Theo đó, sắp xếp toàn bộ diện tích tự nhiên, quy mô dân số của Phường 5, Phường 7, Phường 9 (Quận 5) thành phường mới có tên gọi là phường An Đông.